# Ангелско личице
Ангелско личице (на испански: Carita de ángel) е мексиканска теленовела от 2000 г., режисирана от Беатрис Шеридан, Марта Луна, Лили Гарса и Хуан Карлос Муньос, и продуцирана от Никандро Диас Гонсалес за Телевиса. Адаптация е на мексиканската теленовела Светът на играчките от 1974 г., създадена от Абел Санта Крус и продуцирана от Валентин Пимстейн за Телевиса.
В главните роли са Лисет Морелос и Мигел де Леон, а в отрицателните – Мариана Авила, Роберто Паласуелос, Ана Патрисия Рохо и първата актриса Ана Луиса Пелуфо. Специални участия вземат първите актриси Либертад Ламарке, Беатрис Шеридан и Силвия Пинал.

## Сюжет
Дулсе Мария, също като името си, е сладко 5-годишно момиченце, изпълнено с радост и добри чувства. След смъртта на майка ѝ, баща ѝ, Лусиано Лариос потъва в депресия и болка, и решава да напусне всичко и всеки. Лусиано изпраща дъщеря си в училището за монахини „Кралица на Америка“, и заминава за чужбина, като оставя дъщеря си на грижите на своя брат, Габриел, който е свещеник. Единственият човек, който посещава Дулсе Мария е любимата ѝ леля Стефани, която галено я нарича „лела Перуки“, защото вместо да показва косата си, Стефани носи перуки в цвят, съвпадащ с облеклото ѝ.
Всички монахини в училището се радват на момиченцето, което ги зарежда с голяма нежност, особено сестра Сесилия и чревоугодната сестра Фортуната, които са съучастници във всичикте му лудории, разрешени от нежната игуменка, директорка на пансиона, която е наясно с отговорността и дисциплината за които носи отговорност, и в чието голямо сърце има място за всички, които са около нея. Дулсе Мария има едно тайно място в училището, известно като „Старата стаичка“. Там, въображението на детето оживява и говори с майка си, Анхелика, която я съветва и ѝ разказва истории. След две години отсъствие, Лусиано се завръща в Мексико, а Дулсе Мария е щастлива. Но радостта ѝ избледнява, когато баща ѝ е придружен от жена, вдъхваща недоверие. Никол, годеницата на Лусиано, е фриволна жена, която иска само парите му. За нея, Дулсе Мария е нищо повече от неудобство, а планът ѝ е да отчужди Лусиано от дъщеря му. Мъничката Дулсе Мария не иска да изгуби любовта на баща си, и смята, че баща ѝ няма да бъде щастлив с Никол, така че измисля план как да провали годежа на баща си. Дулсе Мария вярва, че идеалната съпруга и майка е сестра Сесилия, след внезапното заминаване на Никол, Дулсе Мария влиза в ролята на Купидон, за да сближи Лусиано със Сесилия. Лусиано осъзнава, че всъщност няма чувства към Никол, а към Сесилия. Тя, от своя страна, осъзнава, че религиозното ѝ призвание отслабва пред любовта на Лусиано, и трябва да реши дали да даде религиозен обет, или да се вслуша в гласа на сърцето си.

## Актьори
Част от актьорския състав:
- Даниела Аедо – Дулсе Мария Лариос Вайе
- Лисет Морелос – Сесилия Сантос да Лариос / сестра Сесилия
- Мигел де Леон – Лусиано Лариос Роча
- Либертад Ламарке – Майка-игуменка Пиедад де ла Лус
- Силвия Пинал – Реверенда Лусия
- Нора Салинас – Естефания Лариос де Гамбоа „леля Перуки“
- Марисол Сантакрус – Анхелика Вайе де Лариос
- Мануел Савал – Отец Габриел Лариос Роча
- Адриана Акоста – Сестра Фортуната
- Хуан Пабло Гамбоа – Ное Гамбоа
- Сесилия Габриела – Виктория Монтесинос
- Ана Патрисия Рохо – Никол Ромеро Медрано
- Пати Диас – Сестра Клементина
- Ерика Буенфил – Поликарпия Самбрано
- Хоакин Кордеро – Адолфо Вайе
- Ана Луиса Пелуфо – Аида Медрано вдовица де Ромеро
- Беатрис Шеридан – Госпожа Естудио
- Артуро Пениче – Д-р Владимир Монтемайор
- Хуан Карлос Серан – Ромуло Роси
- Ингрид Марц – Доменика Роси
- Ракел Морел – Минерва Гамбоа де Алварадо
- Марлене Фавела – Амбър Ферер
- Кати Барбери – Ноелия
- Литци – Певицата на сватбата
- Алфредо Адаме – Себе си

## Премиера
Премиерата на Ангелско личице е на 19 юни 2000 г. по Canal de las Estrellas. Последният 175. епизод е излъчен на 16 март 2001 г.

## Адаптации
- Ангелско личице е адаптация на мексиканската теленовела Светът на играчките, продуцирана за Телевиса през 1974 г. от Валентин Пимстейн. С участието на Грасиела Маури, Рикардо Блуме, Сара Гарсия, Ирма Лосано и Иран Еори.
- Бразилската теленовела Papai Coração от 1976 г.
- Аржентинската теленовела Mundo de muñeca от 1986 г.
- Парагвайската теленовела Papá del corazón от 2008 г.
- Бразилската теленовела Ангелско личице от 2016 г.